# Antwerpen FM
Antwerpen FM was een Antwerps lokaal radiostation dat uitzond op FM op 105,4 en 105,6 MHz. Met vooral muziek uit de jaren 70 en 80 en nieuws uit de regio was Antwerpen FM een vaste waarde in de stad Antwerpen.
In de week was er vooral non-stop muziek, in het weekend waren er regelmatig stemmen te horen en tops, of programma's met hitlijsten. 
Antwerpen FM richtte zich vooral op de liefhebbers van soul, funk en disco.  
De muziek van het Antwerpse nachtleven kwam vaak aanbod vooral in Soulfactory. 
Enkele tops: 
- Night Of The proms top 100
- Disco top 100
- Valentijn Top 100

Antwerpen FM was onderdeel van de Airtime-groep, met als zaakvoerder Peter Benoot. Airtime maakte al radio van 2006 tot 2010 onder de naam Cool FM op 105,4 MHz. Sinds april 2010 werden de programma's ook uitgezonden op een tweede frequentie, 105,6 MHz, waar tot dan de uitzendingen van Park FM uit Brasschaat werden verzorgd. De uitzendingen van Antwerpen FM startten op dinsdag 1 juni 2010 op de beide frequenties van en in de plaats van Cool FM. Peter van het radiostation was van bij de start acteur Gene Bervoets.  
Sinds 2018 is Antwerpen FM niet meer te horen op FM, maar enkel online, dit door het nieuwe Vlaamse radiodecreet van april 2017 dat in werking trad op 1 januari 2018. 
Ex-presentatoren:
- Evi Geysels
- Kurt Vermeiren
- Manu Roofdthoofd
- Michaël Joosens
- Peter Benoot
- Kristof Elen
- Liv Van Aelst
- Sacha Verhoeven
- Veerle Fransen
- Sharon Slegers
- Dorianne Aussems
- Lindsay Bervoets
- Serge Van Brakel
- Davy De Bruyn
- Christiaan Brison